# Усть-Кяхтинское сельское поселение
Се́льское поселе́ние «Усть-Кяхтинское» (бур. Хяагтын Адагай hомон) — муниципальное образование в Кяхтинском районе Бурятии Российской Федерации.
Административный центр — село Усть-Кяхта.

## История
Статус и границы сельского поселения установлены Законом Республики Бурятия от 31 декабря 2004 года № 985-III «Об установлении границ, образовании и наделении статусом муниципальных образований в Республике Бурятия».

## Население
| 2002  | 2011  | 2012  | 2013  | 2014  | 2015  | 2016  |
| ----- | ----- | ----- | ----- | ----- | ----- | ----- |
| 2258  | ↘2028 | ↗2055 | ↘1970 | ↘1958 | ↘1957 | ↘1925 |
| 2017  | 2018  | 2019  | 2020  | 2021  | 2023  | 2024  |
| ↘1865 | ↘1831 | ↘1807 | ↘1765 | ↘1698 | ↘1687 | ↘1673 |

## Состав сельского поселения
| № | Населённый пункт | Тип населённого пункта       | Население |
| - | ---------------- | ---------------------------- | --------- |
| 1 | Усть-Кяхта       | село, административный центр | ↘1673     |